# Muzeul Valah în Aer Liber
Muzeul Valah în Aer Liber (Valašské muzeum v přírodě) este un muzeu în aer liber în Rožnov pod Radhoštěm, Vlahia Moravă, Cehia. Muzeul este dedicat să conserve și să prezinte cultura și tradițiile vlahe. 
Este al doilea cel mai vechi, și cel mai mare muzeu în aer liber din Cehia.
Muzeul este format din trei părți independente: micul oraș de lemn, satul vlah și Valea Morii de Apă. A fost listat ca monument național în Cehia.

## Istoric

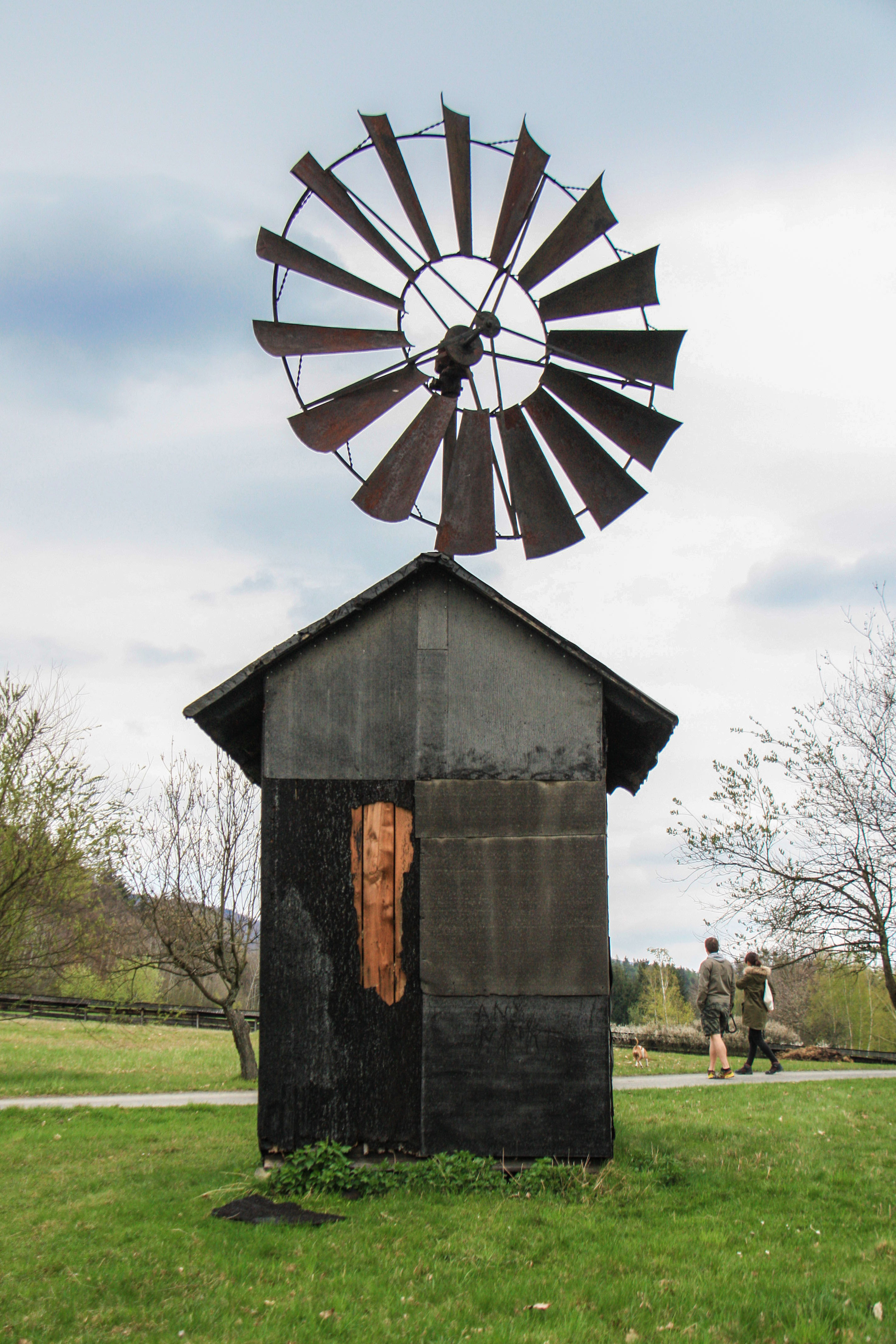
Moară de vânt

Muzeul a fost înființat de către frații Jaroněk, care proveneau dintr-o familie de meșteri și muncitori din clasa muncitoare. Bohumír Jaroněk, un pictor și artist grafic, a dezvoltat un interes deosebit pentru casele vlahe. In 1895 el a vizitat Expoziția Etnologică Ceho-Slavă din Praga, unde a văzut o expoziție ăn aer liber cu case valahe. In 1909 frații Jaroněk s-au stabilit în Rožnov, și după scurt timp, Alois Jaroněk a călătorit la primul muzeu în aer liber din lume aflat la Stockholm.
Între 1911 și 1925, frații au dezvoltat conceptul de muzeu în aer liber în Rožnov și a devenit realitate. În 1925, în timpul unui festival numit „Anul valah", muzeul a fost deschis. În acel moment, acesta conținea două case mari - primăria și o casă din secolul al XVIII-lea - și câteva clădiri mai mici. Cu timpul, mai multe clădiri au fost adăugate în complex. 
În timpul celui de-al Doilea Război Mondial un grup de tâmplari sub conducerea lui Michal Fabián au ridicat o biserică de lemn, folosind planurile bisericii de lemn din Větřkovice, lângă Příbor,care a ars în 1878. Partea inițială a muzeului a devenit ulterior numită micul oraș de lemn.
A doua parte a muzeului a fost construită prin anii 60’. Această parte reprezintă un tipic sat valah și constă în aproximativ 40 de clădiri. A treia parte - Valea Morii de Apă - a fost deschis în anii 80’ și constă în multe mori și alte structuri care reprezintă lucrările și fabricarea realizate în sate, permițând vizitatorilor să se familiarizeze cu metodele tradiționale de producție și condițiile de lucru.